# Харолд Бекер
Харолд Бекер (енгл. Harold Becker; Њујорк, 25. септембар 1928) амерички је филмски режисер и продуцент. Неки од филмова које је режирао су Поље лука, Кадети, Стимуланс, Море љубави, Зло у нама, Градска кућа и Опасна шифра.

## Биографија
По завршетку студија уметности и фотографије на Институту Прат у бруклинском суседству Клинтон Хил, Бекер је започео каријеру као фотограф мртве природе, али се касније окушао у режирању ТВ реклама, кратких филмова и документараца. Свој режисерски деби са играним филмом направио је 1972. године када је заједно са Саутером Харисом урадио пројекат Рагманова ћерка.
Освојио је гран при на Међународном филмфестивалу Манхајм-Хајделберг, за кратки филм Ајванхо Доналдсон.

## Филмографија
- Слепи Гари Дејвис (1964, 11 минута)
- Ајванхо Доналдсон (1964, 57 минута)[5]
- Сигет, Сигет (1967, 27 минута)
- Рагманова ћерка (1972; са Саутером Харисом)
- Поље лука (1979)
- Црни мрамор (1980)
- Кадети (1981)
- Луд за тобом (1985)
- Велики град (1987)
- Стимуланс (1988)
- Море љубави (1989)
- Зло у нама (1993; такође продуцент)
- Градска кућа (1996; такође продуцент)
- Опасна шифра (1998)
- Случајни сведок (2001; такође продуцент)